# Irish Folklore Commission
L'Irish Folklore Commission o Coimisiún Béaloideasa Éireann en gaèlic irlandès (1935-1971), va ser una comissió creada en 1935 pel Govern Irlandès per a estudiar i recollir informació sobre el folklore i les tradicions d'Irlanda. Fou dirigida en els seus orígens per Séamus Ó Duilearga (nom segons l'administració anglesa James Hamilton Delargy).
La seva creació se situa en el moviment nacionalista i de renaixença de la llengua i cultura gaèlica que des de la independència (1921) va començar a actuar per a preservar i fomentar aquest patrimoni que sota l'ocupació anglesa menyspreat i descuidat.
El 1935 va contractar un grup d'especialistes que van registrar els músics i els cants populars A l'inici procedien només amb notació musical, més tard amb tècniques de gravació: en va sortir un patrimoni musical ric que encara avui inspira i ensenya la qualitat de la vida musical de l'illa. Les primeres gravacions auditives encara van fer-se amb cilindres de cera. Des de 1956 la Comissió també ajudà a fer gravacions en anglès i en gaèlic, hi comprés dels últims parlants nadius de manx a l'Illa de Man, que van quasi desaparèixer en la dècada dels anys 1960, però que s'està popularitzant novament. La col·lecció de material auditiu supera els 100.000 gravacions.
Una segona acció major va organitzar-se el 1937. La Comissió va mobilitzar de les escoles primàries tot arreu al país jove per a col·lectar i descriure elements folclòrics del seu poble: història local, monuments, contes populars i llegendes, endevinalles, proverbs, cants, usos i costums, jocs, mètodes artesanals… Aquesta acció va reportar més de mig milió de documents manuscrits de material aprofitable, coneguts com la Schools' Manuscript Collection o Bailiúchán Lámhscríbhinní na Scol (Col·lecció de manuscrits de les escoles).
El 1971 va ser dissolta. El seu personal i el seu arxiu foren integrats al Departament de Folklore Irlandès de l'University College Dublin que des d'aleshores ha organitzat i continuat a desenvolupar l'arxiu de manuscrits, documents, fotos, video i audio, inclosa l'Irish Folklore Collection.